# Barnard Regio
La Barnard Regio è una struttura geologica della superficie di Ganimede.